# Кручага Санта Мария, Анхель
Анхель Кручага Санта Мария (исп. Ángel Cruchaga Santa María; 23 марта 1893, Сантьяго, Чили — 5 сентября 1964, Сантьяго, Чили) — чилийский поэт и прозаик, переводчик. Лауреат Национальной премии Чили в области литературы (1948).

## Биография
Родился в обедневшей аристократической семье, получил отличное образование. Окончил колледж Colegio de los Sagrados Corazones de Santiago в Сантьяго, где изучал гуманитарные науки.
Позже переехал в Ранкагуа. В 1912 году вместе с Висенте Уидобро создал литературный журнал Musa Joven. Сотрудничал со многими газетами и журналами.
Работал в Министерстве иностранных дел, в дирекции национального наследия Чили, в Национальной библиотеке, различных фондах. Был редактором журнала Caras y Caretas (Аргентина), также основателем и редактором журнала Chile.
В 1928 был в числе создателей литературного журнала Letras. Избирался президентом Союза интеллектуалов Чили, выступал с лекциям о творчестве чилийских и других современных поэтов.

## Творчество
В возрасте пятнадцати лет опубликовал свою первую книгу El Conde Narciso. За ней последовали Las manos juntas (1915) и одна из его наиболее важных работ — Job (1922).
Находился под сильным влиянием французских поэтов Бодлера, Рембо и Корбьера. Будучи представителем авангардный стиля, многие работы посвятил религиозным мотивам.
Кручага считается одним из самых влиятельных авторов своего поколения 1930-х годов, наряду с наиболее известными чилийскими поэтами, такими как, Пабло Неруда, Габриэла Мистраль и Висенте Уидобро. Свои произведения публиковал в нескольких журналах и газетах. Некоторые из его стихотворений впервые были опубликованы во Франции и Испании.
Основные темы работ Кручага — любовь, религия, в некоторых случаях политика. Так, его Paso de Sombra (1939) о гражданской войне в Испании, принесла ему Национальную премию Чили по литературе в 1948 году.
В 1937 перевёл на испанский язык «Историю Англии» Андре Моруа.
Получил несколько литературных премий, в частности, в 1948 Национальную премию Чили в области литературы

## Избранные произведения
- Las Manos Juntas, 1915
- La Selva Prometida, 1920
- Job, 1922
- Afán del Corazón, 1933
- Paso de Sombra
- Los Cirlos
- Rostro de Chile
- Jade
- Obras completas, 1964